# Катаєва Римма Олександрівна
Римма Олександрівна Катаєва (уроджена Красикова; рід. 1 грудня 1938, Харків, Українська РСР, СРСР) — радянська українська російськомовна поетеса та перекладачка.

## Біографія
Народилася 1 грудня 1938 року в Харкові. У 1957 році закінчила Харківський медичний інститут. У 1961—1975 роках працювала дільничним лікарем ендокринологом в Полтавській області, Полтаві та Харкові. З 1980 року — керівник літературного об'єднання імені Павла  Тичини. Як поет публікується з 1976 року. Автор текстів пісень про Харків. Перекладач віршів українських поетів (Дмитро Павличко, Василь Стус, Ігор Муратов тощо). Вірші самої Катаєвої перекладені на українську і мордовську мови. Живе в Харкові.
Автор 10 поетичних книг.

## Участь у творчих організаціях
- Член Спілки письменників СРСР .
- Член Національної спілки письменників України (з 1992 ).

## Літературні премії
- 1997 — Премія імені Н. Ушакова.

### Публікації Римми Катаєвої

#### Поетичні книги
- Порог: Стихи / Худож. М. А. Литвин. — Харьков: Прапор, 1983. — 55 с. — 3000 экз.
- Рябиновая ветка: Стихи. — Киев: Радянський письменник, 1987. — 91 с. — 8000 экз.
- Майский снег: Стихи / Худож. О. А. Юрченко. — Харьков: Прапор, 1989. — 76 с. — 3000 экз. — ISBN 5-7706-0171-1
- Перед грозой: Стихи / Худож. Л. Н. Константинов. — Харьков: Прапор, 1990. — 152 с. — 5000 экз. — ISBN 5-7766-0356-0
- Времена души: Стихи. — Харьков: Основа, 1994.
- Крутые дожди: Стихи. — Харьков: Майдан, 1997.
- Ступени: Избранные стихи. — Харьков, 2008. — 208 с.

#### Отдельные публикации
- «Их любовь называют несчастной…» Мои друзья. Письмо из отчего дома. Стихи // Звезда. — 1987. — № 3. — С. 117.

### Про Римму Катаєву
- Чупринин С. И. Катаева Римма Александровна // Чупринин С. И. Новая Россия: мир литературы: Энциклопедический словарь-справочник: В 2 т. Т. 1: А-Л. — М.: Вагриус, 2003. — С. 605.
- Ленц Елена. С радостью Кобзаря. [Рецензия на книгу:] Римма Катаева. Ступени: Избранные стихи. — Харьков, 2008. — 208 с. // Литературная газета. — № 32 (6236). — 5 августа 2009 года.
- Михайлин И. Л. Римма Катаева: литературный портрет / Игорь Михайлин. — Х.: КП «Типография № 13», 2009. — 52 с.
- Чупринин С. И. Катаева (урождённая Красикова) Римма Александровна // Чупринин С. И. Русская литература сегодня. Малая литературная энциклопедия. — М.: Время, 2012. — С. 393. — ISBN 978-5-9691-0679-6
- Михайлин И. Л. Поэт — это лекарь, лечащий словом : к юбилею Риммы Катаевой / Игорь Михайлин // Славянин. — 2013. — № 19. — С. 180—188.